# Campanha de Deir Zor

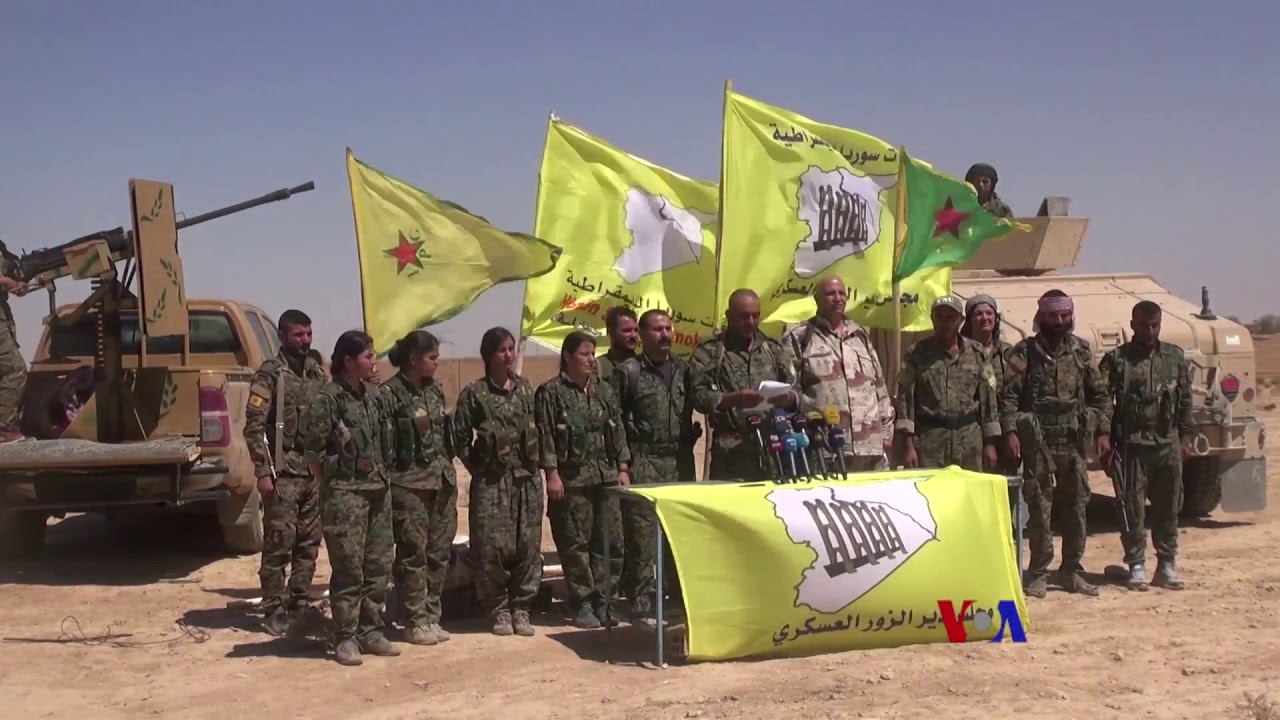
Combatentes do FDS em Deir Zor

Campanha de Deir Zor, codinome campanha Tempestade da Al-Jazeera, foi uma operação militar lançada pelas Forças Democráticas Sírias (FDS) contra o Estado Islâmico do Iraque e do Levante (EIIL) na Síria, em 2017 durante a Guerra Civil Síria com o objetivo de capturar território no leste da Síria, especialmente a leste e ao norte do rio Eufrates. Força-Tarefa Conjunta Combinada liderada pelos EUA. A coligação anti-EIIL (CJTF-OIR) forneceu amplo apoio aéreo, enquanto o pessoal das FDS compunha a maioria das forças terrestres; As forças especiais e unidades de artilharia da OIR também estiveram envolvidas na campanha.
A campanha terrestre estagnou e foi interrompida no início de 2018 devido à operação militar turca em Afrin, mas foi retomada em 1 de maio de 2018 com a nova fase denominada pela coligação como Operação Roundup. A terceira fase começou em 10 de setembro de 2018, mas foi interrompida devido aos ataques da artilharia turca contra posições das FDS perto da fronteira Síria-Turquia em 31 de outubro. As FDS e a coligação anunciaram o reinício da ofensiva em 11 de Novembro. Após uma série de sucessos constantes após a captura do reduto do EIIL em Hajin, e uma pausa de dez dias para evacuações de civis, as FDS lançaram seu ataque final no último bolsão de território do EIIL em 9 de fevereiro de 2019 e declarou vitória em 23 de março, concluindo a campanha.
A primeira fase da campanha foi simultânea com outra operação das FDS, a campanha de Raqqa conduzida contra Raqqa, a então capital do EIIL e principal reduto na Síria, bem como a campanha da Síria Central, a campanha da Síria Oriental, a campanha do Deserto da Síria, e a ofensiva de Deir Zor, na qual o Exército Sírio também estava capturando território do Estado Islâmico; a campanha do exército iraquiano no oeste do Iraque contra o EIIL que também estava em andamento.